# Mycodrosophila stylaria
Mycodrosophila stylaria är en tvåvingeart som beskrevs av Chen och Toyohi Okada 1989. Mycodrosophila stylaria ingår i släktet Mycodrosophila och familjen daggflugor. Inga underarter finns listade i Catalogue of Life.